# تصنيف نوفا

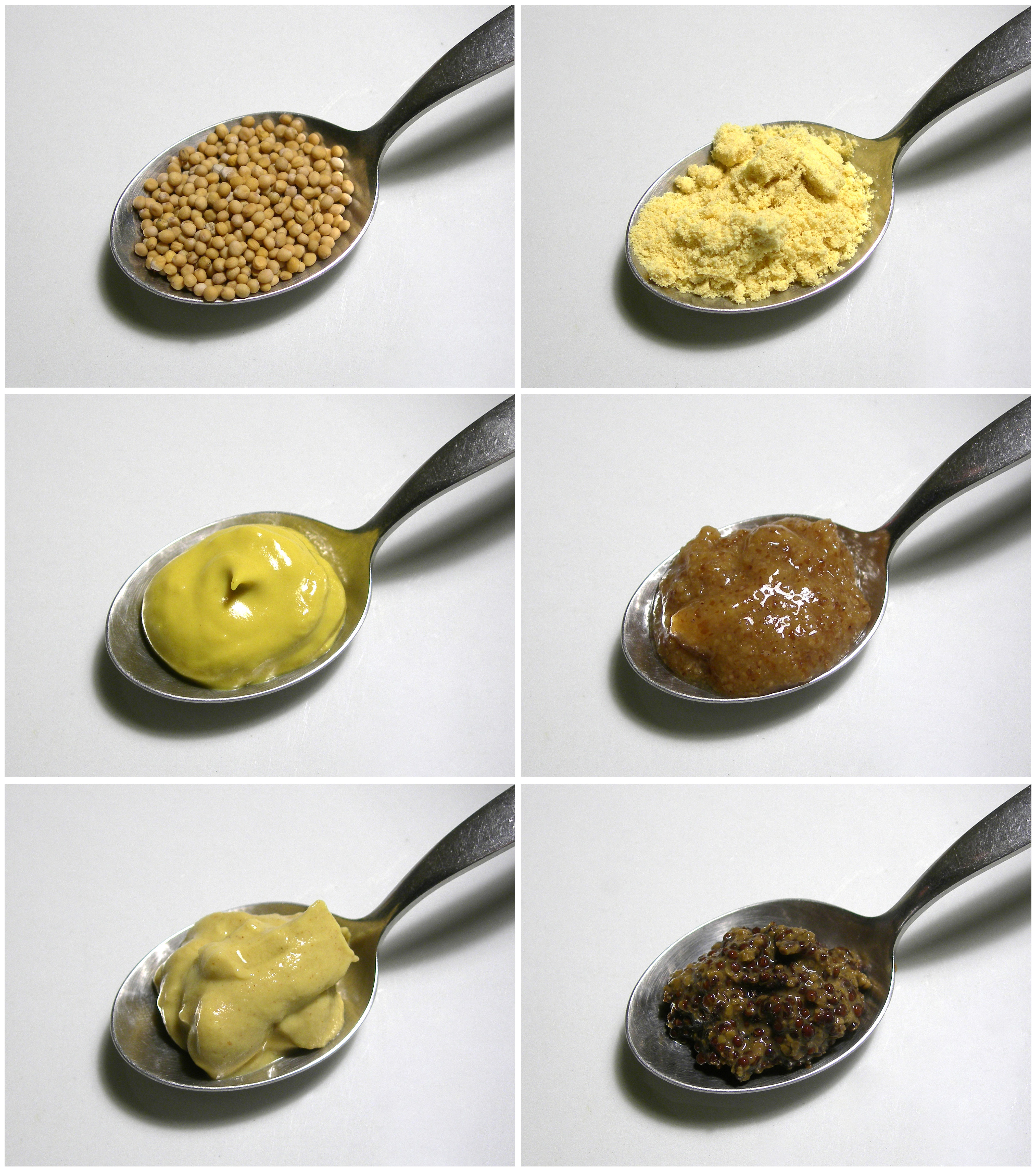
اتجاه عقارب الساعة: بذور الخردل في أشكال معالجة بشكل بسيط ومعالجتها كتوابل

تصنيف نوفا ( بالإنجليزية Nova Classification "التصنيف الجديد" هو إطار لإدراج المواد الصالحة للأكل في محموعات على أساس مدى معالجة الأغذية المطبقة عليها والغرض منها. وهذا النظام التصنيفي تم أقتراحه من قبل باحثين في جامعة ساو باولو بالبرازيل في عام 2009م. تصنف نوفا الأطعمة إلى أربع مجموعات:
1. الأطعمة غير المصنعة أو المعالجة بشكل طفيف
2. المكونات الطهوية المعالجة
3. الأطعمة المصنعة
4. الأطعمة فائقة المعالجة [2]

وهذا النظام تم استخدامه في جميع أنحاء العالم في أبحاث التغذية والصحة العامة والسياسات الغذائية والتوجيه، بوصفه أداة لفهم الآثار الصحية لمنتجات الأغذية المختلفة. 

## تاريخ
يعود تصنيف نوفا إلى نتائج أبحاث كارلوس أوغوستو مونتيرو. المولود في عام 1948 لعائلة تقع ما بين الفقر والرخاء النسبي في البرازيل، وهو أول فرد في عائلته يلتحق بالجامعة. وقد ركزت أبحاث مونتيرو المبكرة في أواخر السبعينيات على سوء التغذية، الأمر الذي بعكس بدوره مدي الأهتمام السائد في علم التغذية في ذلك الوقت. وقد لاحظ مونتيرو في منتصف التسعينيات من القرن العشرين، تحولاً كبيراً في المشهد الغذائي في البرازيل، حيث اتسمت هذه التحولات بارتفاع معدلات السمنة بين السكان المحرومين اقتصادياً، بينما شهدت المناطق الأكثر ثراءً انخفاضاً في هذه المعدلات. وقد قاده هذا التحول إلى استكشاف الأنماط الغذائية بشكل شامل، بدلاً من التركيز على العناصر الغذائية الفردية فقط. وقد حدد مونتيرو نمطين مختلفين للأكل في البرازيل وفقًا للأساليب الإحصائية المستخدمة: الأول يتمثل في الأطعمة التقليدية مثل الأرز والفاصوليا والآخر يتميز باستهلاك المنتجات المصنعة بدرجة عالية.
وتعود تسمية التصنيف بهذا الاسم إلى مقال علمي معنون بـــ "تصنيف جديد للأغذية" ( بالإنجليزية A new classification of foods ). كما تعود فكرة تطبيق هذا الاسم على التصنيف إلى جان كلود موباراك من جامعة مونتريال. وغالبًا ما تتم كتابة اسم التصنيف بأحرف كبيرة، NOVA، وهو ليس اختصارًا. والأدبيات العلمية الحديثة تميل إلى كتابة الاسم هكذا (نوفا NOVA)، بما في ذلك الأوراق التي كتبت بمشاركة مونتيرو.

## مجموعات نوفا للأغذية المعالجة
يقدم إطار نوفا أربع مجموعات غذائية ، يتم تعريفها وفقًا لطبيعة ومدى المعالجة الصناعية للأغذية المطبقة والغرض منها. قواعد البيانات مثل Open Food Facts توفر تصنيفات نوفا للمنتجات التجارية القائمة على تحليل فئاتها ومكوناتها. وتصنيف الأطعمة إلى هذه الفئات يكون أكثر وضوحًا إذا كانت المعلومات متاحة حول إعداد الطعام وتركيبه.
اهتمام التصنيف بالجوانب الاجتماعية للطعام يمنحه طابعًا بديهيًا. مما يجعل منه أداة اتصال فعالة في تعزيز الصحة العامة، لأنه يعتمد على تصورات المستهلكين. وفي الوقت نفسه، دفعت هذه الخاصية بعض العلماء للتساؤل حول ما إذا كان تصنيف نوفا مناسبًا للمراقبة والضبط العلمي. ويتفق كل من أنصار ومعارضي تصنبف نوفا على أن معالجة الأغذية تؤثر بشكل حيوي على صحة الإنسان.
وتصنيف نوفا هو تصنيف مفتوح يعمل على تنقيح وتحسين تعريفاته بشكل تدريجي، وذلك من خلال المنشورات العلمية الجديدة وليس من خلال مجلس استشاري مركزي.

### المجموعة الاولى: الأطعمة غير المعالجة أو المعالجة بشكل طفيف
الأطعمة غير المعالجة هي الأجزاء الصالحة للأكل من النباتات والحيوانات والطحالب والفطريات بالإضافة إلى الماء. وتحتوي هذه المحموعة أيضًا على الأطعمة المعالجة بشكل بسيط، وهي الأطعمة غير المعالجة والتي يتم تعديلها من خلال طرق صناعية مثل إزالة الأجزاء غير المرغوب فيها، والسحق، والتجفيف، والتجزئة، والطحن، والبسترة، والتخمير غير الكحولي، والتجميد، وتقنيات الحفظ الأخرى التي تحافظ على سلامة الطعام دون إضافة الملح أو السكر أو الزيوت أو الدهون أو المكونات الطهوية الأخرى. وهذا يعني أن الإضافات مستبعدة في هذه المجموعة. 
والأمثلة على هذه المجموعة كثيرة، نذكر منها: الفواكه والخضروات الطازجة أو المجمدة، والحبوب، والبقوليات، واللحوم الطازجة، والبيض، والحليب، والزبادي العادي، والتوابل المطحونة.

### المجموعة الثانية: المكونات الطهوية المعالجة.
يتم الحصول على المكونات الطهوية المعالجة من خلال أطعمة المجموعة الأولى، أو من خلال الطبيعة أيضًا. وذلك من خلال عمليات مثل الضغط والتكرير والطحن والتجفيف. ويشمل أيضًا المواد المستخرجة من الطبيعة. ومثل هذه المكونات تُستخدم بشكل أساسي في تتبيل وطهي أطعمة المجموعة الأولى وإعداد الأطباق من الصفر. وهي عادة ما تكون خالية من المواد المضافة، غير أن بعض المنتجات في هذه المجموعة قد يضاف إليها فيتامينات أو معادن، مثل الملح المعالج باليود.
والأمثلة على هذه المجموعة كثيرة نذكر منها: الزيوت المنتجة من خلال سحق البذور أو المكسرات أو الفواكه (مثل زيت الزيتون ) والملح والسكر والخل والنشويات والعسل والشراب المستخرج من الأشجار والزبدة وغيرها من المواد المستخدمة في التتبيل والطهي.

### المجموعة الثالثة: الأطعمة المصنعة
الأطعمة المصنعة، وهي عبارة عن منتجات غذائية بسيطة نسبيًا يتم إنتاجها عن طريق إضافة مكونات طهي معالجة (مواد المجموعة الثانية) مثل الملح أو السكر إلى الأطعمة غير المعالجة (المجموعة الأولي).يتم تصنيع الأطعمة المصنعة أو حفظها من خلال الخبز(الطبخ) والغليان والتعليب، والتعبئة، والتخمير غير الكحولي. وغالبًا ما تستخدم مواد مضافة من أجل تعزيز مدة الصلاحية ، وحماية خصائص الأطعمة غير المصنعة، ومنع انتشار الكائنات الحية الدقيقة(الميكروبات) بها، أو جعلها أكثر متعة.
والأمثلة على هذه المجموعة كثيرة أيضًا ونذكر من بينها: الجبن ، والخضروات المعلبة، والمكسرات المملحة، والفواكه في الشراب، والأسماك المجففة أو المعلبة. ويمكن أن تندرج أنواع الخبز والمعجنات والكعك والبسكويت والوجبات الخفيفة، وبعض منتجات اللحوم تحت هذه المجموعة، وذلك عندما يتم تصنيعها بشكل أساسي من أطعمة المجموعة الأولى، مع إضافة مكونات من المجموعة الثانية.

### المجموعة الرابعة: الأطعمة فائقة المعالجة
أحدث تقرير قامت بنشره شركة نوفا بالتعاون مع مونتيرو، يحدد الأطعمة فائقة المعالجة على النحو التالي:
المنتجات الغذائية المعالجة صناعيًا، والتي تتكون من عدة مكونات بما في ذلك السكر والزيوت والدهون والملح (عادة ما تكون مركبة بكميات أعلى من تلك الموجودة في الأطعمة المصنعة)، والمواد الغذائية التي لا يم استخدامها في الطهي أوتكون نادرة الاستخدام (مثل شراب الذرة عالي الفركتوز، والزيوت المهدرجة، والنشويات المعدلة، ومفروزات البروتين). والأطعمة التي تمثل المجموعة الأولى تكون مستبعدة أو أنها تكون ممثلة بنسب صغيرة من المكونات. والعمليات التي يتم القيام بها، من أجل تصنيع الأطعمة فائقة المعالجة تتمثل في: تقنيات صناعية مثل عملية النَّبْط، وعملية الصب، والقلي المسبق؛ وتطبيق المواد المضافة بما في ذلك، تلك التي تهدف إلى جعل المنتج النهائي لذيذًا أو شديد المذاق مثل النكهات، والألوان والمحليات غير السكرية والمستحلبات؛ والتغليف المتطور، والذي يكون عادة باستخدام مواد اصطناعية. ويتم تصميم العمليات والمكونات هنا بغرض طرح بدائل مربحة للغاية (مكونات منخفضة التكلفة، ومدة صلاحية طويلة، وعلامة تجارية قوية)، وسهلة (جاهزة للأكل أو الشرب)، ولذيذة لجميع مجموعات الأطعمة الأخرى في نوفا والأطباق والوجبات الطازجة. يمكن تمييز الأطعمة فائقة المعالجة تشغيليًا عن الأطعمة المصنعة من خلال وجود مواد غذائية ليس لها استخدام في الطهي (أنواع من السكريات مثل الفركتوز وشراب الذرة عالي الفركتوز و" مركزات عصير الفاكهة " والسكر المقلوب والمالتوديكسترين، والجلوكوز، واللاكتوز؛ النشويات المعدلة؛ الزيوت المعدلة مثل الزيوت المهدرجة ؛ ومصادر البروتين مثل البروتينات المحللة وفصل بروتين الصويا والغلوتين والكازين وبروتين مصل اللبن و" اللحوم المعزولة ميكانيكيًا ") أو المواد المضافة ذات الوظائف التجميلية (النكهات ومعززات النكهة والألوان والمستحلبات وأملاح الاستحلاب والمحليات والمكثفات ومزيلات الرغوة والحشو والكربونات والرغوة والتجلط والتزجيج ) في قائمة مكوناتها. 
تعريف تصنيف نوفا للأغذية فائقة المعالجة لا يعلق على المحتوى الغذائي للطعام، كما أنه لا يهدف إلى استخدامه في التوصيف التغذوي.

## التأثير على الصحة العامة
تصنيف نوفا تم استخدامه بشكل متزايد، من أجل تقييم العلاقة بين مدى معالجة الأغذية، وبين النتائج الصحية المترتبة على ذلك. وقد ربطت العديد من الدراسات الوبائية بين استهلاك الأطعمة فائقة المعالجة، وبين السمنة وأمراض القلب والأوعية الدموية وارتفاع ضغط الدم ومتلازمة التمثيل الغذائي والاكتئاب وأنواع مختلفة من السرطان.
وقد أستنتج الباحثون نتيجة مؤداها: أن طرح الأطعمة فائقة المعالجة يعود في المقام الأول إلى اعتبارات اقتصادية داخل صناعة الغذاء . وقد تم تصميم العمليات، والمكونات المستخدمة في هذه الأطعمة خصيصًا؛ من أجل تحقيق أقصى قدر من الربحية من خلال دمج المكونات منخفضة التكلفة، وضمان مدة صلاحية طويلة، والتركيز على العلامة التجارية. هذا بالإضافة إلى أنه قد تم تصميم الأطعمة فائقة المعالجة؛ لتكون سهلة التحضير ولذيذة المذاق ، مما يجعل منها بديلاً محتملاً لمجموعات غذائية أخرى ضمن تصنيف نوفا، وخاصة الأطعمة غير المعالجة أو المعالجة بشكل بسيط.  ونتيجة لذلك، فالباحثون ونشطاء الصحة العامة يستخدمون تصنيف نوفا بوصفه وسيلة لتعزيز نتائج الصحة البشرية واستدامة الغذاء.
وقد تم استخدام هذا النظام التصنيفي؛ من أجل إعلام وتوعية سياسات الغذاء والتغذية في العديد من البلدان والمنظمات الدولية. فعلى سبيل المثال، اعتمدت منظمة الصحة للبلدان الأمريكية تصنيف نوفا في إرشاداتها الغذائية.

وفي عام 2014م، نشرت وزارة الصحة البرازيلية إرشادات غذائية جديدة تعتمد جزئيًا على تصنيف نوفا، وأعطت الفضل لكارلوس مونتيرو بوصفه منسق. وتوصي هذه المجموعات بقاعدة ذهبية، وهي "تفضيل الأطعمة الطبيعية أوتلك الي تم معالجتها بشكل بسيط والأطباق والوجبات الطازجة على الأطعمة فائقة المعالجة ". كما قاموا بصياغة مجموعة من التوصيات التي تتوافق مع مجموعات نوفا:

1. اجعل الأطعمة الطبيعية أو المعالجة بشكل بسيط، والمتنوعة بشكل رئيسي من أصل نباتي، ومن الأفضل إنتاجها باستخدام أساليب الزراعة البيئية، أساس نظامك الغذائي.
2. استخدم الزيوت والدهون والملح والسكر بكميات صغيرة لتتبيل الأطعمة وطهيها وتحضير الوصفات الطهوية.
3. الحد من استخدام الأطعمة المصنعة، واستهلاكها بكميات صغيرة كمكونات في الاعدادات الطهوية أو كجزء من وجبات تعتمد على الأطعمة الطبيعية أو المصنعة بشكل بسيط.
4. تجنب المنتجات شديدة المعالجة. 

وقد اعترفت منظمة الأغذية والزراعة التابعة للأمم المتحدة بهذه المبادئ التوجيهية الغذائية الوطنية، والتي تؤكد على "الجوانب الاجتماعية والاقتصادية للاستدامة، وتنصح الناس بالحذر من إعلانات الأطعمة، وتجنب الأطعمة شديدة المعالجة، والتي لا تشكل ضرراً على الصحة فحسب، بل إنها تعمل على تقويض ثقافات الغذاء التقليدية. وهي تتعارض إلى حد كبير مع التعريف البيئي للاستدامة، ةالذي تبنته المبادئ التوجيهية الأخرى".  
تصنيف نوفا لا يعلق على القيمة الغذائية للطعام، ويمكن دمجه مع نظام تصنيف مثل درجة الجودة الغذائيةNutri-Score ، والمسمى أيضً بعلامة نوتري ؛ وذلك من أجل توفير إرشادات شاملة حول الطعام الصحي.  